# Serravalle Pistoiese
Serravalle Pistoiese là một đô thị ở tỉnh Pistoia trong vùng Toscana, có vị trí cách khoảng 35 km về phía tây bắc của Florence và khoảng 8 km về phía tây nam của Pistoia.
Serravalle Pistoiese giáp các đô thị: Lamporecchio, Larciano, Marliana, Monsummano Terme, Montecatini-Terme, Pieve a Nievole, Pistoia, Quarrata.